# Oekraïens-Surinaamse betrekkingen
Oekraïens-Surinaamse betrekkingen verwijzen naar de huidige en historische betrekkingen tussen Oekraïne en Suriname. Diplomatieke betrekkingen werden op 20 september 2006 gevestigd.

## Betrekkingen
Nadat Oekraïne in december 1991 onafhankelijk werd, duurde het nog tot 2006 totdat beide landen diplomatieke betrekkingen aangingen. Suriname was hiermee het 167e land met banden met Oekraïne. De betrekkingen kregen in de praktijk niet veel gestalte.
Rond 2020 had minister Albert Ramdin van Buitenlandse Zaken (BIBIS) contact met zijn ambtgenoot Dmytro Koeleba over de eventuele import van ureum uit Oekraïne. Zover kwam het echter niet van vanwege de invasie van Rusland in 2022. Op 14 juni 2023 en circa 10 augustus 2023 had DNA-voorzitter Marinus Bee een videoconferentie met zijn Oekraïense ambtgenoot Ruslan Stefanchuk.

## Russische invasie van Oekraïne
Het onderlinge contact tussen Ramdin en Koeleba bleef rondom de invasie van Rusland bestaan. 's Avonds op 23 februari 2022, de dag voor de invasie, was er nog  contact. Koeleba appte Ramdin dat hij een invasie verwachtte en hij internationaal steun zocht, waarbij hij ook steun verwachtte van Suriname op internationale podia. Toen de Russische troepen Oekraïne binnentrokken, reageerde de regering-Santokhi/Brunswijk "met grote verontrusting". In Caricom-verband veroordeelde Suriname de invasie.